# 拿騷-威爾堡的阿瑪莉埃
拿騷-威爾堡的阿瑪莉埃（德語：Amalie von Nassau-Weilburg，1776年8月7日—1841年2月19日），安哈特-貝恩堡-紹姆堡-霍伊姆親王妃，拿騷-威爾堡親王卡爾·克里斯蒂安的女兒。

## 家庭
1793年，阿瑪莉埃與安哈特-貝恩堡-紹姆堡-霍伊姆親王卡爾·路德維希的長子維克多結婚，兩人共有四個女兒：
1. 赫爾敏（英语：Princess Hermine of Anhalt-Bernburg-Schaumburg-Hoym）（1797年—1817年）
2. 阿德海德（英语：Princess Adelheid of Anhalt-Bernburg-Schaumburg-Hoym）（1800年—1820年）
3. 艾瑪（1802年—1858年）
4. 伊達（1804年—1828年）